# Liste des chefs d'État d'Afghanistan
Voici une liste des chefs d'État d'Afghanistan depuis 1747 et la fondation de l'Empire durrani par Ahmad Shah Durrani, souvent considéré comme le père de la nation afghane. L'Afghanistan reste une monarchie jusqu'à la déposition de Mohammad Zaher Shah, en 1973.

## Empire durrani (1747-1823)
| Portrait            | Nom                                         | Règne       | Remarques |
| ------------------- | ------------------------------------------- | ----------- | --- |
| Ahmad Shah          | Ahmad Shah (vers 1722 – 4 juin 1772)        | 1747 – 1772 | Fondateur de l'Empire durrani. |
| Timour Shah         | Timour Shah (1743 – 20 mai 1793)            | 1772 – 1793 | Fils aîné d'Ahmad Shah. Il déplace la capitale de l'empire à Kaboul.                                                                        |
| Zaman Shah          | Zaman Shah (vers 1770 – 1844)               | 1793 – 1801 | Fils de Timour Shah, il s'impose face à ses frères. Il finit par être déposé par son frère aîné Mahmoud Shah.                               |
| Mahmoud Shah        | Mahmoud Shah (1769 – 18 avril 1829)         | 1801 – 1803 | Fils de Timour Shah. Il est déposé par son frère cadet Shuja Shah.                                                                          |
| Shah Shuja          | Shuja Shah (4 novembre 1785 – 5 avril 1842) | 1803 – 1809 | Fils de Timour Shah. Il conclut une alliance avec l'Empire britannique en 1809, peu de temps avant que Mahmoud Shah ne reprenne le pouvoir. |
| Mahmoud Shah        | Mahmoud Shah (1769 – 18 avril 1829)         | 1809 – 1818 | Il est à nouveau chassé du pouvoir. |
|                     | Ali Shah                                    | 1818 – 1819 | Fils de Timour Shah, il est supplanté et exécuté par son frère Ayyoub Shah.                                                                 |
| Pièce d'Ayyoub Shah | Ayyoub Shah (mort en 1837)                  | 1819 – 1823 | Fils de Timour Shah. Il perd le contrôle du Cachemire à la suite de la bataille de Shopian (en).                                            |

## Émirat d'Afghanistan (1823-1926)
| Portrait             | Nom                                                 | Règne       | Remarques |
| -------------------- | --------------------------------------------------- | ----------- | --- |
| Dost Mohammad Khan   | Dost Mohammad Khan (23 décembre 1793 – 9 juin 1863) | 1823 – 1839 | Fondateur de la dynastie Barakzai, qui supplante les Durrani. Il est déposé le 2 août 1839 par les Britanniques et les Sikhs dans le cadre de la première guerre anglo-afghane. |
| Shah Shuja           | Shuja Shah (4 novembre 1785 – 5 avril 1842)         | 1839 – 1842 | Remis au pouvoir par les Britanniques et les Sikhs, il est assassiné quelques mois après la défaite britannique à la bataille de Gandamak.                                      |
| Wazir Akbar Khan     | Wazir Akbar Khan (1816 – septembre 1847)            | 1842 – 1845 | Fils de Dost Mohammad Khan. |
| Dost Mohammad Khan   | Dost Mohammad Khan (23 décembre 1793 – 9 juin 1863) | 1845 – 1863 | Rentré de son exil en Inde, il règne jusqu'à sa mort. |
| Sher Ali Khan        | Sher Ali Khan (1825 – 21 février 1879)              | 1863 – 1865 | Fils de Dost Mohammad Khan, il est déposé par son frère aîné Mohammad Afzal Khan.                                                                                               |
| Mohammad Afzal Khan  | Mohammad Afzal Khan (1811 – 7 octobre 1867)         | 1865 – 1867 | Fils de Dost Mohammad Khan. |
| Mohammad Azam Khan   | Mohammad Azam Khan (mort le 21 février 1868)        | 1867 – 1868 | Fils de Dost Mohammad Khan. |
| Sher Ali Khan        | Sher Ali Khan (1825 – 21 février 1879)              | 1868 – 1879 | Restauré, il règne jusqu'à sa mort. La seconde guerre anglo-afghane éclate sous son règne.                                                                                      |
| Mohammad Yaqoub Khan | Mohammad Yaqoub Khan (1849 – 15 novembre 1923)      | 1879        | Fils de Sher Ali Khan, il est contraint de signer le traité de Gandomak avec les Britanniques. Il est déposé le 12 octobre 1879, après moins de huit mois de règne.             |
| Ayyoub Khan          | Ayyoub Khan (1857 – 7 avril 1914)                   | 1879 – 1880 | Fils de Sher Ali Khan, il remporte la bataille de Maiwand contre les Britanniques. Vaincu à Kandahar, il s'enfuit en Perse.                                                     |
| Abdur Rahman         | Abdur Rahman Khan (1840/1844 – 1er octobre 1901)    | 1880 – 1901 | Fils de Mohammad Afzal Khan, il signe à nouveau le traité de Gandomak, reconnaissant la suzeraineté britannique. Il est surnommé « l'émir de Fer ».                             |
| Habibullah Khan      | Habibullah Khan (3 juin 1872 – 20 février 1919)     | 1901 – 1919 | Fils d'Abdur Rahman Khan, il est assassiné au cours d'une partie de chasse. |
| Nasrullah Khan       | Nasrullah Khan (1874/1875 – mai 1920)               | 1919        | Fils d'Abdur Rahman Khan, il est déposé par son neveu Amanullah. |
| Amanullah Khan       | Amanullah Khan (1er juin 1892 – 25 avril 1960)      | 1919 – 1926 | Fils de Habibullah Khan, il rend à l'Afghanistan son indépendance au terme de la troisième guerre anglo-afghane en 1919. Il prend le titre de roi le 9 juin 1926.               |

## Royaume d'Afghanistan (1926-1929)
| Portrait         | Nom                                               | Règne       | Remarques |
| ---------------- | ------------------------------------------------- | ----------- | --- |
| Amanullah Khan   | Amanullah Khan (1er juin 1892 – 25 avril 1960)    | 1926 – 1929 | Confronté à la révolte de Habibullah Kalakani, il abdique en faveur de son frère cadet Inayatullah Khan le 14 janvier 1929. |
| Inayatullah Khan | Inayatullah Shah (20 octobre 1888 – 12 août 1946) | 1929        | Fils de l'émir Habibullah Khan et frère d'Amanullah Khan, il abdique dès le 17 janvier 1929.                                |

## Guerre civile afghane (1928-1929)
| Portrait            | Nom                                                       | Règne       | Remarques |
| ------------------- | --------------------------------------------------------- | ----------- | --- |
| Habibullah Kalakani | Habibullah Kalakânî (19 janvier 1891 – 1er novembre 1929) | 1928 – 1929 | Meneur de la révolte contre le roi Amanullah Khan, il prend le titre d'émir dès le 14 décembre 1928 et prend le contrôle de Kaboul le 17 janvier 1929 pour proclamer l'émirat d'Afghanistan. Après neuf mois de règne, il est battu par Mohammad Nadir Shah, qui s'empare de Kaboul le 13 octobre et le fait exécuter peu après. |
| Ali Ahmad Khan      | Ali Ahmad Khan (1883 – 11 juillet 1929)                   | 1929        | Après l'abdication d'Inayatullah Khan, il se proclame roi à Jalalabad, mais il est capturé par les forces de Habibullah Kalakani dès le 9 février 1929. Il est exécuté quelques mois plus tard. |
| Amanullah Khan      | Amanullah Khan (1er juin 1892 – 25 avril 1960)            | 1929        | L'ancien roi exilé tente de reprendre pied à Kandahar en mars, mais il quitte à nouveau l'Afghanistan le 23 mai, pour de bon cette fois. |

## Royaume d'Afghanistan (1929-1973)
| Portrait            | Nom                                                     | Règne       | Remarques |
| ------------------- | ------------------------------------------------------- | ----------- | --- |
| Mohammad Nadir Shah | Mohammad Nadir Shah (9 avril 1883 – 8 novembre 1933)    | 1929 – 1933 | Issu de la dynastie Barakzai, il lutte contre le régime de Habibullah Kalakani et prend Kaboul le 13 octobre 1929. Il meurt assassiné par Abdul Khaliq Hazara (en). |
| Mohammad Zaher Shah | Mohammad Zaher Shah (15 octobre 1914 – 23 juillet 2007) | 1933 – 1973 | Fils de Mohammad Nadir Shah, il est déposé par son cousin Mohammad Daoud Khan qui proclame la république le 17 juillet 1973.                                        |

## République d'Afghanistan (1973-1978)
| Portrait            | Nom                                                   | Début du mandat | Fin du mandat | Remarques |
| ------------------- | ----------------------------------------------------- | --------------- | ------------- | --- |
| Mohammad Daoud Khan | Mohammad Daoud Khan (18 juillet 1909 – 27 avril 1978) | 17 juillet 1973 | 27 avril 1978 | Premier président de la République, il appartient au Parti national révolutionnaire d'Afghanistan. Il est renversé par la révolution de Saur. |

## République démocratique d'Afghanistan (1978-1992)
Le chef d'État porte le titre de président du Conseil révolutionnaire et appartient au Parti démocratique populaire d'Afghanistan, sauf mention contraire.
| Portrait             | Nom                                                     | Début du mandat   | Fin du mandat     | Remarques |
| -------------------- | ------------------------------------------------------- | ----------------- | ----------------- | --- |
|                      | Abdul Qadir Dagarwal (en) (1944 – 22 avril 2014)        | 28 avril 1978     | 30 avril 1978     | Président du Conseil révolutionnaire des forces armées par intérim. |
| Nour Mohammad Taraki | Nour Mohammad Taraki (14 juillet 1917 – 8 octobre 1979) | 30 avril 1978     | 16 septembre 1979 | Renversé à l'instigation de Hafizullah Amin, qui le fait assassiner peu après.                                                                                           |
|                      | Hafizullah Amin (1er août 1929 – 27 décembre 1979)      | 16 septembre 1979 | 27 décembre 1979  | Assassiné par les Soviétiques dans le cadre de l'opération Chtorm-333.                                                                                                   |
|                      | Babrak Karmal (6 janvier 1929 – 1er/3 décembre 1996     | 27 décembre 1979  | 24 novembre 1986  | Installé au pouvoir par les Soviétiques, qui le déposent sept ans plus tard.                                                                                             |
|                      | Mohammad Chamkani (1947 – 2012)                         | 24 novembre 1986  | 30 septembre 1987 | Non membre du PDPA, il assure l'intérim après le renvoi de Babrak Karmal par les Soviétiques.                                                                            |
| Mohammad Najibullah  | Mohammad Najibullah (6 août 1947 – 27 septembre 1996)   | 30 septembre 1987 | 16 avril 1992     | Il prend le titre de président de la République le 30 novembre 1987. Il démissionne après le retrait de l'aide russe et se réfugie dans les bâtiments de l'ONU à Kaboul. |
|                      | Abdul Rahim Hatef (20 mai 1926 – 19 août 2013)          | 16 avril 1992     | 28 avril 1992     | Président de la République par intérim. |

## État islamique d'Afghanistan (1992-2002)
| Portrait               | Nom                                                          | Début du mandat  | Fin du mandat    | Remarques |
| ---------------------- | ------------------------------------------------------------ | ---------------- | ---------------- | --- |
| Sibghatullah Mojaddedi | Sibghatullah Mojaddedi (27 septembre 1926 – 11 février 2019) | 28 avril 1992    | 28 juin 1992     | Membre du Front de libération nationale de l'Afghanistan, il assure l'intérim à la présidence du Conseil islamique après la chute du gouvernement de Mohammad Najibullah.                                   |
| Burhanuddin Rabbani    | Burhanuddin Rabbani (20 septembre 1940 – 20 septembre 2011)  | 28 juin 1992     | 22 décembre 2001 | Membre de Jamiat-e Islami, il est le président du Conseil dirigeant, en exil du 27 septembre 1996 (prise de Kaboul par les talibans) au 13 novembre 2001 (prise de Kaboul par la coalition internationale). |
| Hamid Karzai           | Hamid Karzai (né le 24 décembre 1957)                        | 22 décembre 2001 | 13 juillet 2002  | Président par intérim. |

## Émirat islamique d'Afghanistan (1996-2001)
| Portrait | Nom                                  | Début du mandat | Fin du mandat    | Remarques |
| -------- | ------------------------------------ | --------------- | ---------------- | --- |
|          | Mohammad Omar (1960 – 23 avril 2013) | 3 avril 1996    | 13 novembre 2001 | Meneur des talibans, il s'empare de Kaboul le 27 septembre 1996 et fonde l'émirat islamique d'Afghanistan avec le titre de commandeur des croyants. Il perd le pouvoir à la suite de la campagne d'Afghanistan. |

## République islamique d'Afghanistan (2004-2021)
| Portrait     | Nom                                   | Début du mandat   | Fin du mandat     | Remarques |
| ------------ | ------------------------------------- | ----------------- | ----------------- | --- |
| Hamid Karzai | Hamid Karzai (né le 24 décembre 1957) | 13 juillet 2002   | 29 septembre 2014 | Président de l'État transitoire islamique d'Afghanistan de 2002 à 2004, il devient le 7 décembre 2004 le premier président démocratiquement élu d'Afghanistan. Il est réélu en 2009. |
| Ashraf Ghani | Ashraf Ghani (né le 19 mai 1949)      | 29 septembre 2014 | 15 août 2021      | Élu en 2014, réélu en 2019. Il quitte le pays à la suite de l'offensive des talibans de 2021.                                                                                        |

## Émirat islamique d'Afghanistan (depuis 2021)
| Portrait | Nom                                 | Début du mandat | Fin du mandat | Remarques |
| -------- | ----------------------------------- | --------------- | ------------- | --- |
|          | Haibatullah Akhundzada (né en 1961) | 15 août 2021    | en cours      | Dirigeant suprême des talibans depuis 2016, il prend le contrôle de Kaboul et annonce le rétablissement de l'émirat islamique d'Afghanistan. |